# Kevin Volans
Kevin Volans (Pietermaritzburg, 6 juillet 1949) est un compositeur sud-africain, associé avec le mouvement post-minimaliste de composition contemporaine et une figure clé de l'École de Cologne.

## Biographie
Kevin Volans naît à Pietermaritzburg, en Afrique du Sud et même s'il a passé la plupart de sa vie en dehors de son pays natal, il est le plus connu des compositeurs sud-africains en activité.
En 1972, il est diplômé de l'université du Witwatersrand à Johannesbourg avec un baccalauréat en musique, suivi par des études supérieures à l'Université d'Aberdeen en Écosse. De 1973 à 1981, il vit à Cologne et étudie avec Karlheinz Stockhausen à la Musikhochschule. Au cours de cette période, entre 1975 et 1976, il sert en tant qu'assistant d'enseignement de Stockhausen.
Pendant cette période, il est associé avec ses contemporains Walter Zimmermann, Gerald Barry et Clarence Barlow pour former l'École de Cologne, l'un des nombreux mouvements musicaux, parfois aussi appelé le « New Simplicity » [nouvelle simplicité]. Ces mouvements de la New Simplicity ont plus tard influencé la composition post-minimaliste.
Après avoir effectué en 1979, plusieurs voyages d'enregistrement sur le terrain, Volans a commencé à écrire des morceaux basés sur des techniques de composition africaines. Cette caractéristique le distingue beaucoup des compositeurs de l'époque sur le nouveau circuit européen de la musique. Certaines de ses œuvres telles que Matepe et la première version de White Man Sleeps utilisent des instruments de musique ancienne notamment le clavecin (accordé selon les tonalités africaines) et la viole de gambe.
La première de ses compositions à atteindre un large public, est la nouvelle version de White Man Sleeps, réalisée sur la suggestion du Kronos Quartet en 1985. Cette version réordonne les mouvements de la version originale et utilise un tempérament occidental classique. L'album du Kronos Quartet – qui ne dispose cependant que de deux sur les cinq mouvements de Volans – est devenu une des meilleures ventes. White Man Sleeps a été repris par de nombreux chorégraphes, notamment Siobhan Davies et James Kudelka. Volans a enchaîné avec son deuxième quatuor, Hunting : Gathering, écrit pour les Kronos en 1987.
Entre 1986 et 1989, Volans est compositeur en résidence à la Queen's University de Belfast. Par la suite, il s'installe en Irlande et en 1994 devient citoyen irlandais. Parmi ses étudiants le plus célèbre est Justinian Tamusuza.
Les œuvres de la fin des années 1980 et du début des années 1990, montrent un détachement de l'influence de la musique africaine, vers une sorte de minimalisme très personnel, peut-être en partie influencé par le compositeur américain Morton Feldman, qui était un ami proche ; mais le langage des compositions de cette époque, y compris la pièce pour orchestre, One Hundred Frames (1990), la frappante œuvre pour deux pianos, Cicada (1994), ou le Concerto pour piano et instruments à vent (1995) sont incontestablement personnelles. Au centre de la série se situe l'opéra, The Man with Footsoles of Wind, créé à Londres en 1993, et basé sur une idée de son ami, le romancier anglais Bruce Chatwin sur un livret de Roger Clarke. L'œuvre des artistes visuels tels que Philip Guston, Jasper Johns et James Turrell figurent parmi les influences de Volans à cette période.
Une relation de travail étroite avec le Quatuor Duke,  basée à Londres, conduit Volans à écrire plus pour le genre du quatuor à cordes, dont le cinquième quatuor, Dancers on a Plane (1994) et le sixième (2000). Une grande partie de la fin des années 1990, le compositeur se concentre sur des collaborations avec des chorégraphes tels Jonathan Burrows et Siobhan Davies. Depuis 2000 cependant, il consacre l'essentiel de son énergie à des œuvres pour orchestre ; depuis son Concerto pour violoncelle en 1997, il a écrit un Concerto pour orchestre, un Trio Concerto créé dans le cadre du Soundwaves Festival 2007, et un second  Concerto pour piano, sous-titré « Atlantic Crossing », créé par Marc-André Hamelin en novembre 2006 ; et un troisième concerto pour piano, créé par Barry Douglas au Proms de Londres en 2011.

## Publications

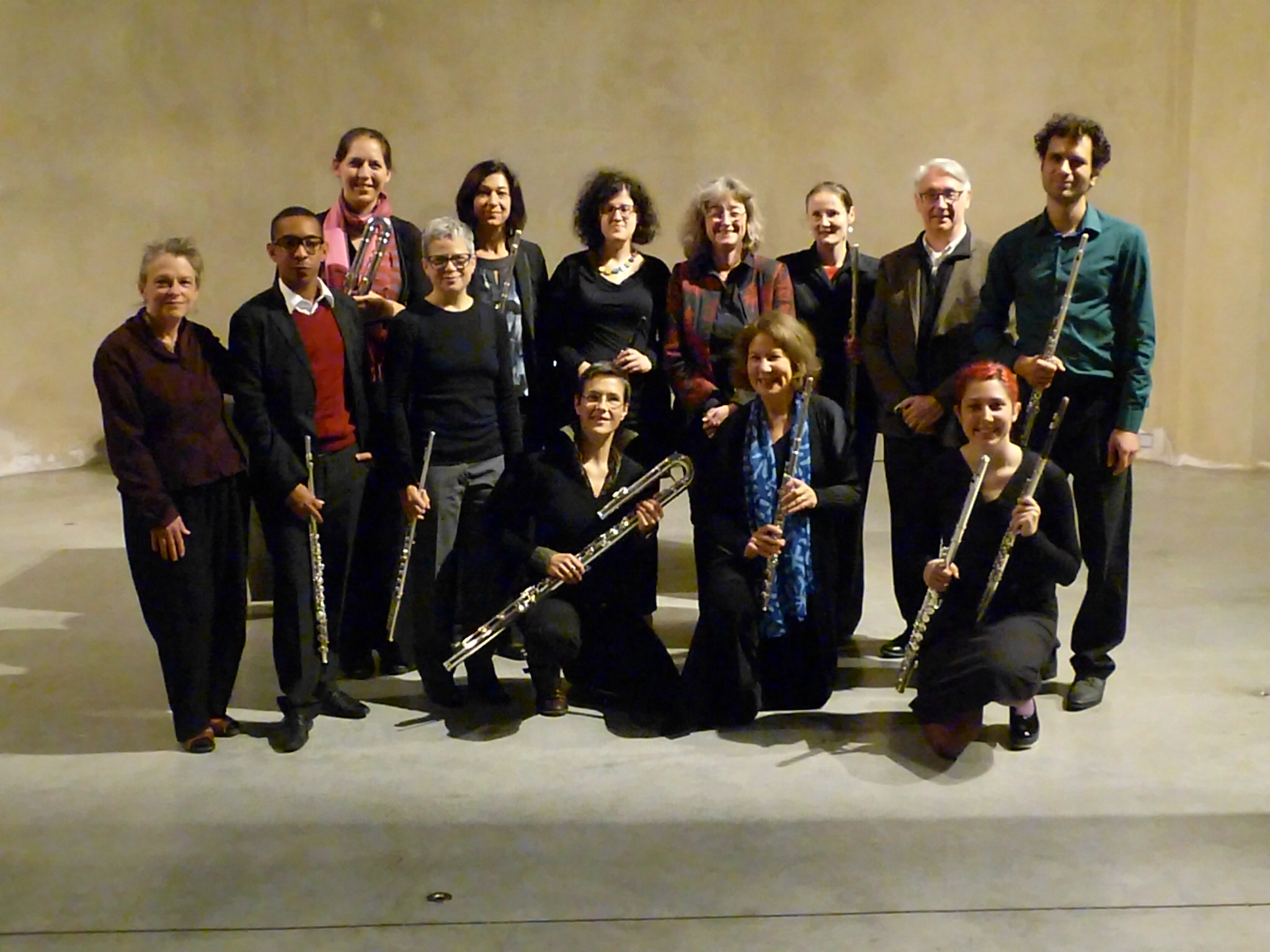
Kevin Volans (deuxième à droite au fond) avec Mary Jane Leach (comp.) (à gauche), Camilla Hoitenga (flûte) et The Flute Projekt (à la nuit musicale de Cologne 2015) (Photo d'Annamarie Ursula).

- Kevin Volans, 1971. "The Klavierstücke: Stockhausen’s Microcosm". Unpublished BMus Essay: University of the Witwatersrand.
- Kevin Volans, [1978]. "Conversation with Walter Zimmermann". In Feedback Papers Reprint 1–16, 1971–1978, [ed. Johannes Fritsch]. Cologne, Feedback Studio, 338–41.
- Kevin Volans, [1978]. "Interview with John McGuire". Feedback Papers Reprint 1–16, 1971–1978. Cologne, Feedback Studio, 347-349.
- Kevin Volans, [1978]. "Monkey Music 2: Paraphrase". Feedback Papers Reprint 1–16, 1971–1978. Cologne, Feedback Studio, 354-355.
- Kevin Volans, [1978]. "Understanding Stockhausen". Feedback Papers Reprint 1–16, 1971–1978. Cologne, Feedback Studio, 407–409.
- Kevin Volans et Johannes Fritsch [1978], "Interview with Pauline Oliveros". Feedback Papers Reprint 1–16, 1971–1978. Cologne, Feedback Studio, 352–53.
- Kevin Volans, 1985. Summer Gardeners: Conversations with Composers. Durban, Newer Music Edition.
- Kevin Volans, 1986. "A New Note". Leadership [Cape Town], mars, 79–82.
- Volans, Kevin. 1989. "Dancing in the Dark". New Observations, mai, 67, 4–5.
- Kevin Volans, 1994. "On Top Form: Minimalist John Pawson’s Redesign of a Grand Dublin Residence… ". Image, octobre, 32–34 et 38–39.
- Kevin Volans, "A Dialogue Between Collaborators". Dance Theatre Journal 12(4), 14–15.
- Kevin Volans, 2001/2. "White Man Sleeps: Composer’s Statement". NewMusicSA, Bulletin of the International Society for Contemporary Music - South African Section, First Issue, 5–7.
- Kevin Volans, 2008. "Inaudible Music". Dans  Jürgen Partenheimer. Discontinuity, Paradox & Precision. Birmingham, Ikon Gallery.
- Kevin Volans et Hilary Bracefield, 1987. "A Constant State of Surprise: Gerald Barry and The Intelligence Park". Contact 31, 9–11.